# Paraleptoypha
Paraleptoypha is een geslacht van wantsen uit de familie van de Tingidae (Netwantsen). Het geslacht werd voor het eerst wetenschappelijk beschreven door Duarte Rodrigues in 1980.

## Soorten
Het genus bevat de volgende soorten:

- Paraleptoypha paulae Duarte Rodrigues, 1980
- Paraleptoypha schmitzi Duarte Rodrigues, 1982
- Paraleptoypha stricta (Duarte Rodrigues, 1979)